# 단성초등학교 소남분교
단성초등학교 소남분교는 경상남도 산청군 단성면 목화로474번길 14-5 (소남리)에 있었던 분교이다.

## 연혁
- 1949년 9월 2일 소남공립국민학교 개교
- 1985년 9월 1일 병설유치원 개원
- 1996년 3월 1일 소남초등학교로 개칭
- 1999년 2월 20일 제35회 졸업식(총 1404명)
- 1999년 3월 1일 단성초등학교 소남분교장으로 격하
- 1999년 9월 1일 본교로 통합